# Jacques du Plessis de Richelieu
Jacques Ier du Plessis de Richelieu (- 1592), est un prélat français, évêque de Luçon.

## Biographie
Fils de François II du Plessis, seigneur de Richelieu, et petit-fils du vice-amiral de France Guyon Le Roy, seigneur du Chillou, il devient doyen de l’église de Poitiers, aumônier ordinaire du roi Henri II, abbé de la Chapelle-aux-Planches et de Nieul-sur-l'Autise, et évêque de Luçon de 1584 à 1592. Il était le grand-oncle du cardinal de Richelieu.